# Wassu
Wassu és un poblet de l'interior de Gàmbia, prop de Janjang-bureh, a la divisió administrativa coneguda per CRD (Central River Division) a la rodalia del qual hi ha una notable formació de pedres conegudes com "els cercles de pedres de Wassu", que tenen entre mil i mil cinc-cents anys d'antiguitat.

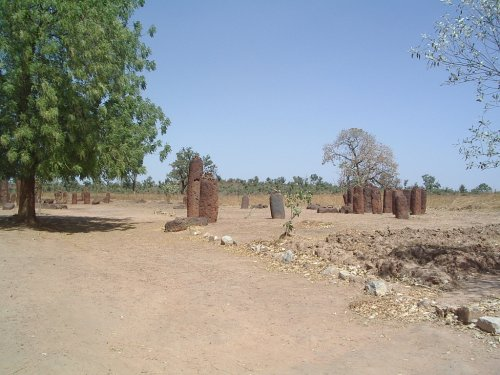
Wassu

Les pedres estan sovint col·locades en cercles gairebé perfectes, i tenen un volum que fa difícil imaginar com van poder ser traslladades al lloc. Se suposa que tenien caràcter religiós, i per enterraments dels principals capitosts.
El tipus de pedra té aparença de volcànica i és de color marró. Pedres petites del mateix tipus es troben per tota la regió. Al país existeixen també altres grups de cercles de pedra de menys importància que els de Wassu.

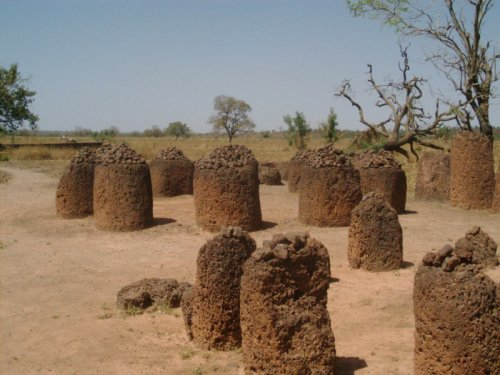
Wassu

Un petit museu obert l'any 2000, dona algunes explicacions sobre els estudis fets a Wassu per experts, i les hipòtesis sobre el lloc.